# Penzing (Bécs)
A Penzing Bécs XIV. kerülete.  Penzing Hernals, Ottakring, Rudolfsheim-Fünfhaus, Hietzing, Purkersdorf, Mauerbach, Klosterneuburg és Hietzing községekkel határos.

## Részei
|  | - Penzing, - Breitensee, - Baumgarten, - Hütteldorf és - Hadersdorf-Weidlingau. |

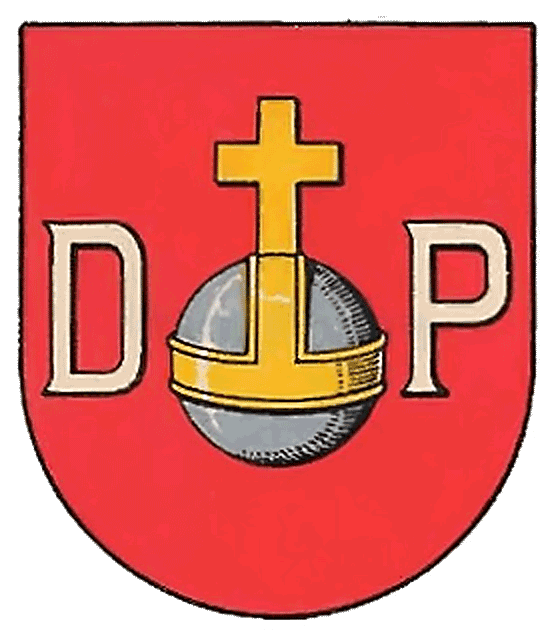
Penzing címere
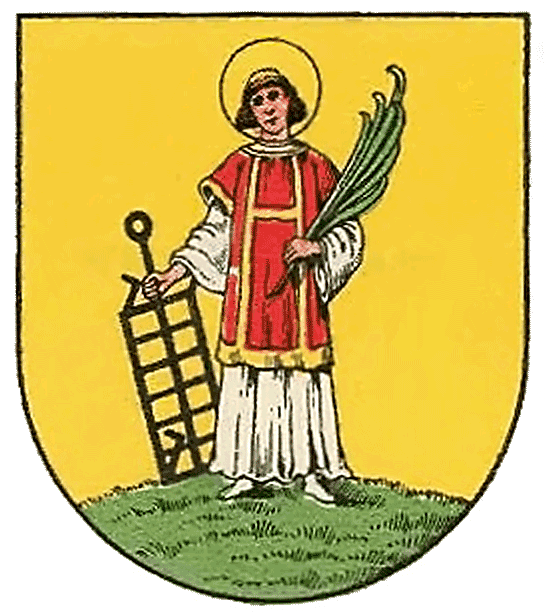
Breitensee címere
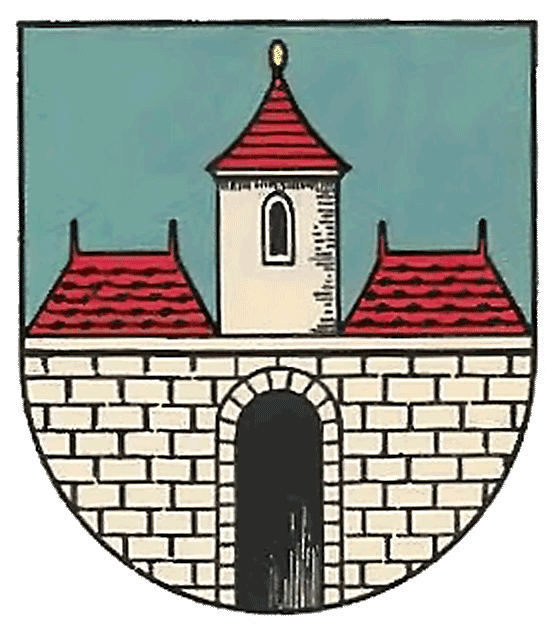
Hütteldorf címere
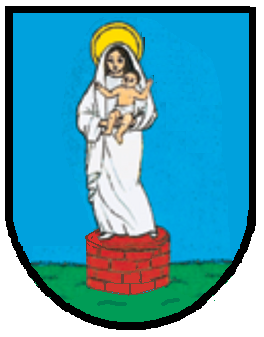
Hadersdorf-Weidlingau címere

## Története
A náci korszak alatt Hietzinget 1938. október 15-én a birodalomi törvény alapján osztotta fel:
Wien folyótól északra fekvő területekből lett az új 14. kerület. Az eddig önállo  Hadersdorf-Weidlingau beolvasztattak a  14. kerületbe. 1938 és 1954 között Purkersdorf is a kerület része volt.

## Látnivalók
- Kirche am Steinhof
- Schloss Laudon
- Palais Cumberland
- Technisches Museum Wien (Műszaki Múzeum )
- Dehnepark: mintegy 50 000 m²-es természetvédelmi park, amely korábban a filmszínész és rendező Willi Forst-e volt

## Képek

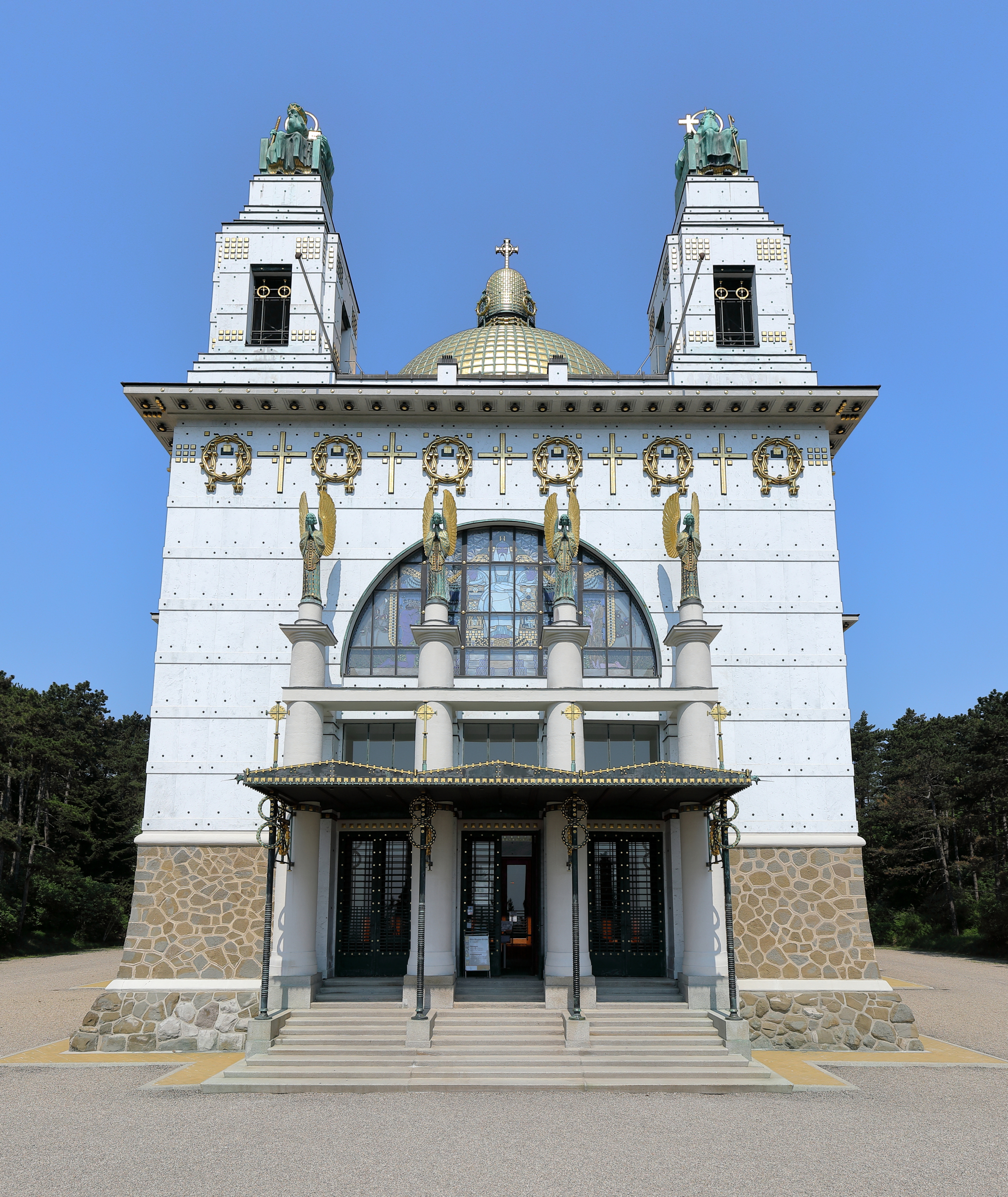
Kirche am Steinhof
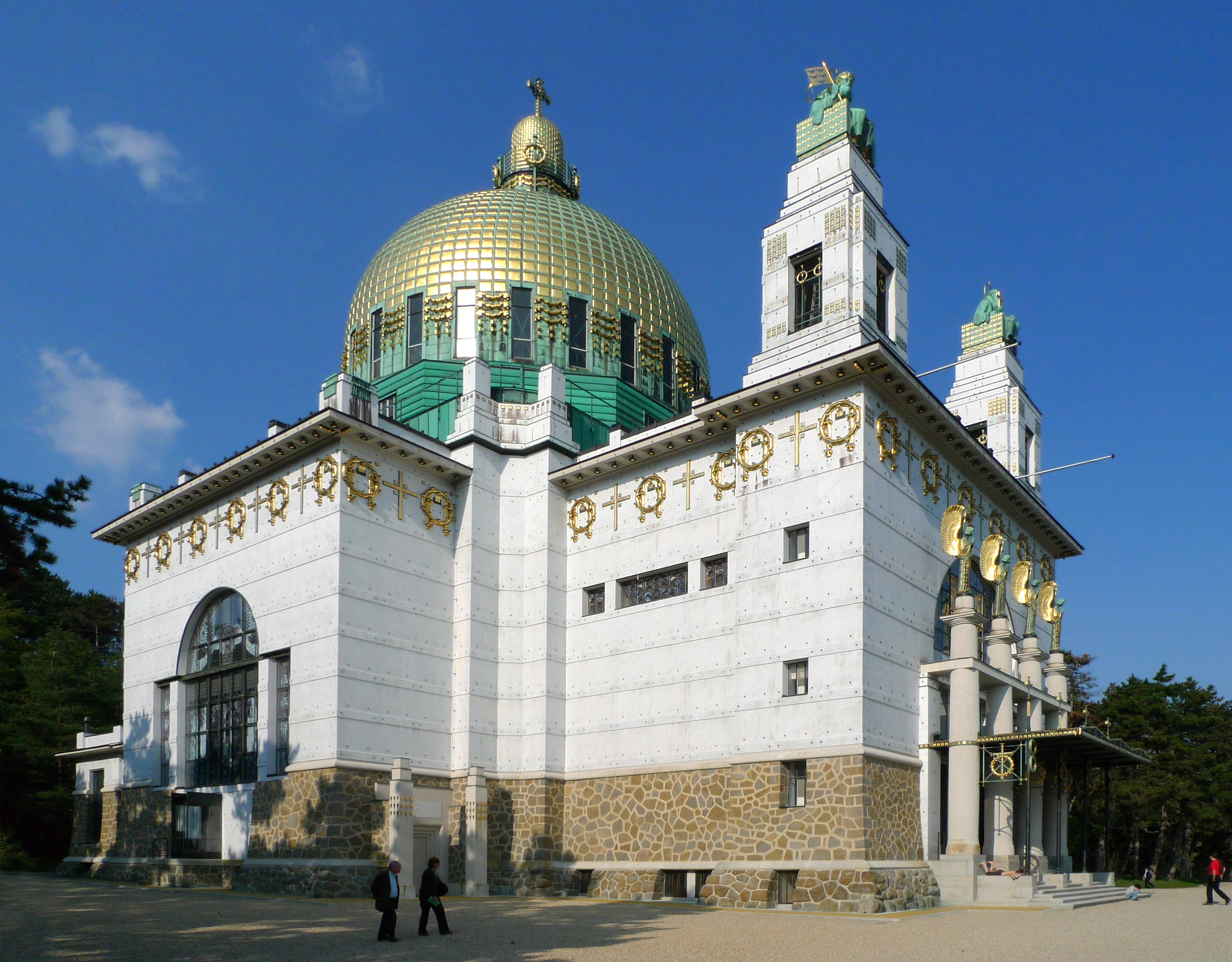
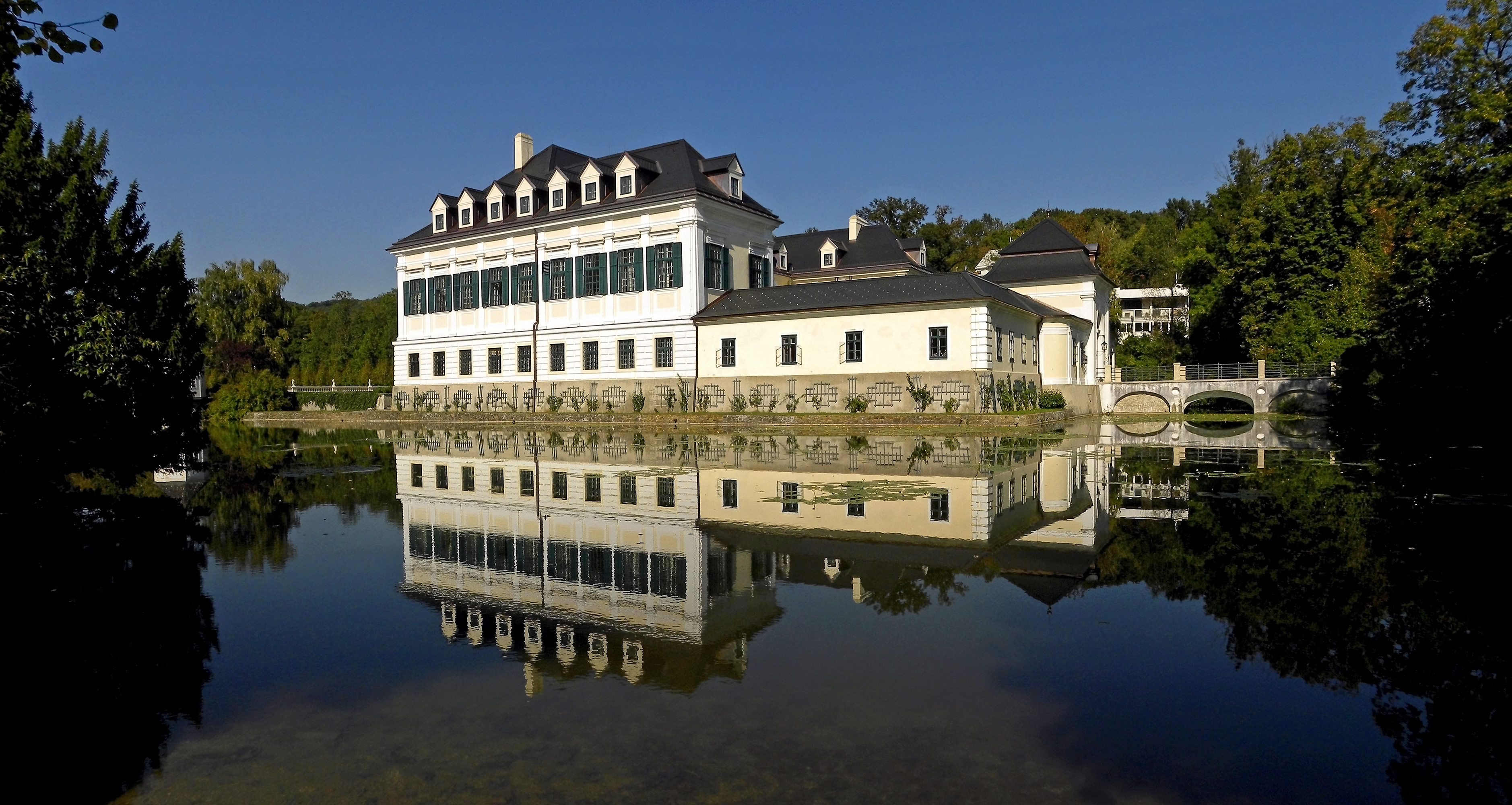
Laudon kastély
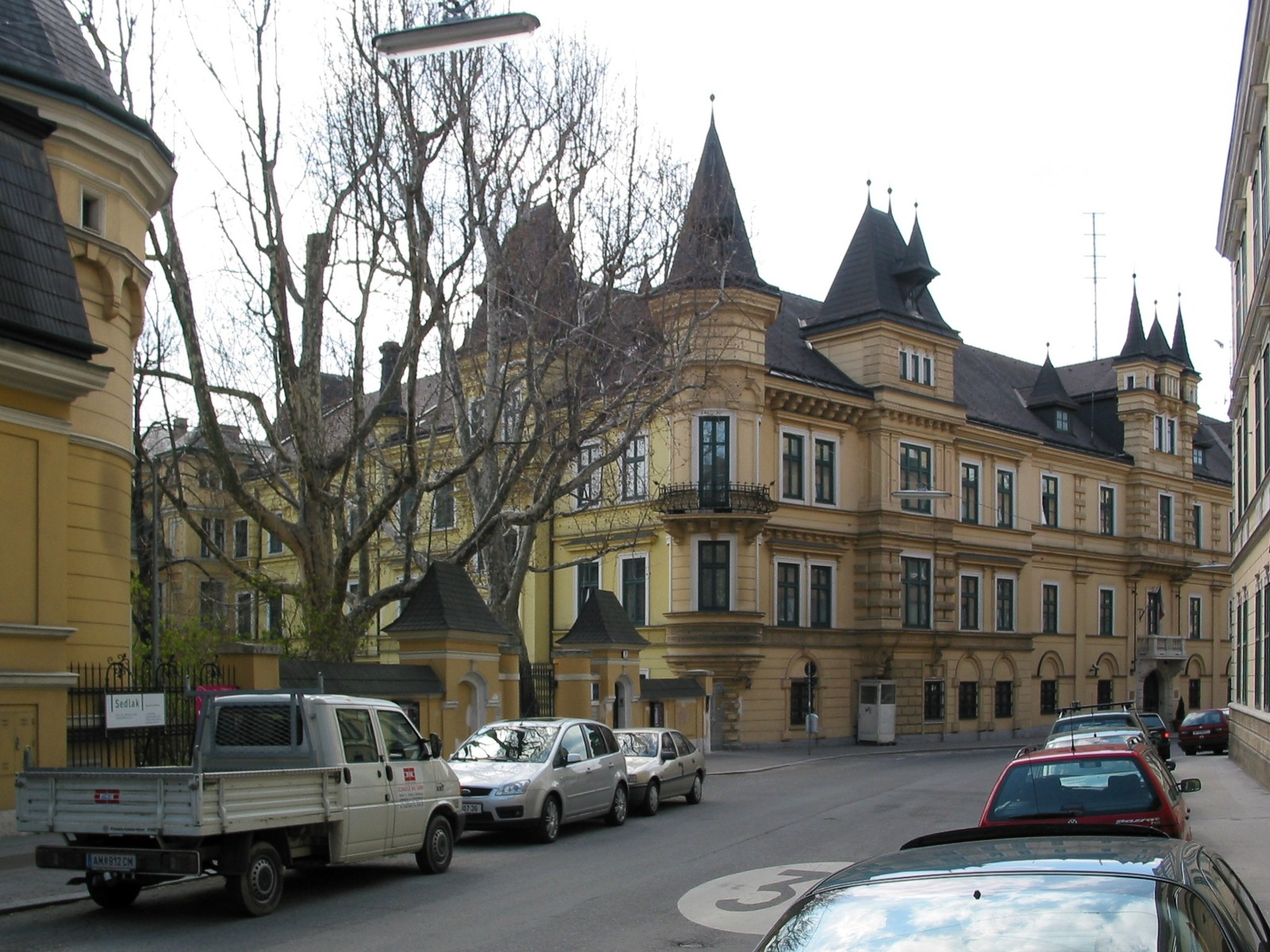
Palais Cumberland
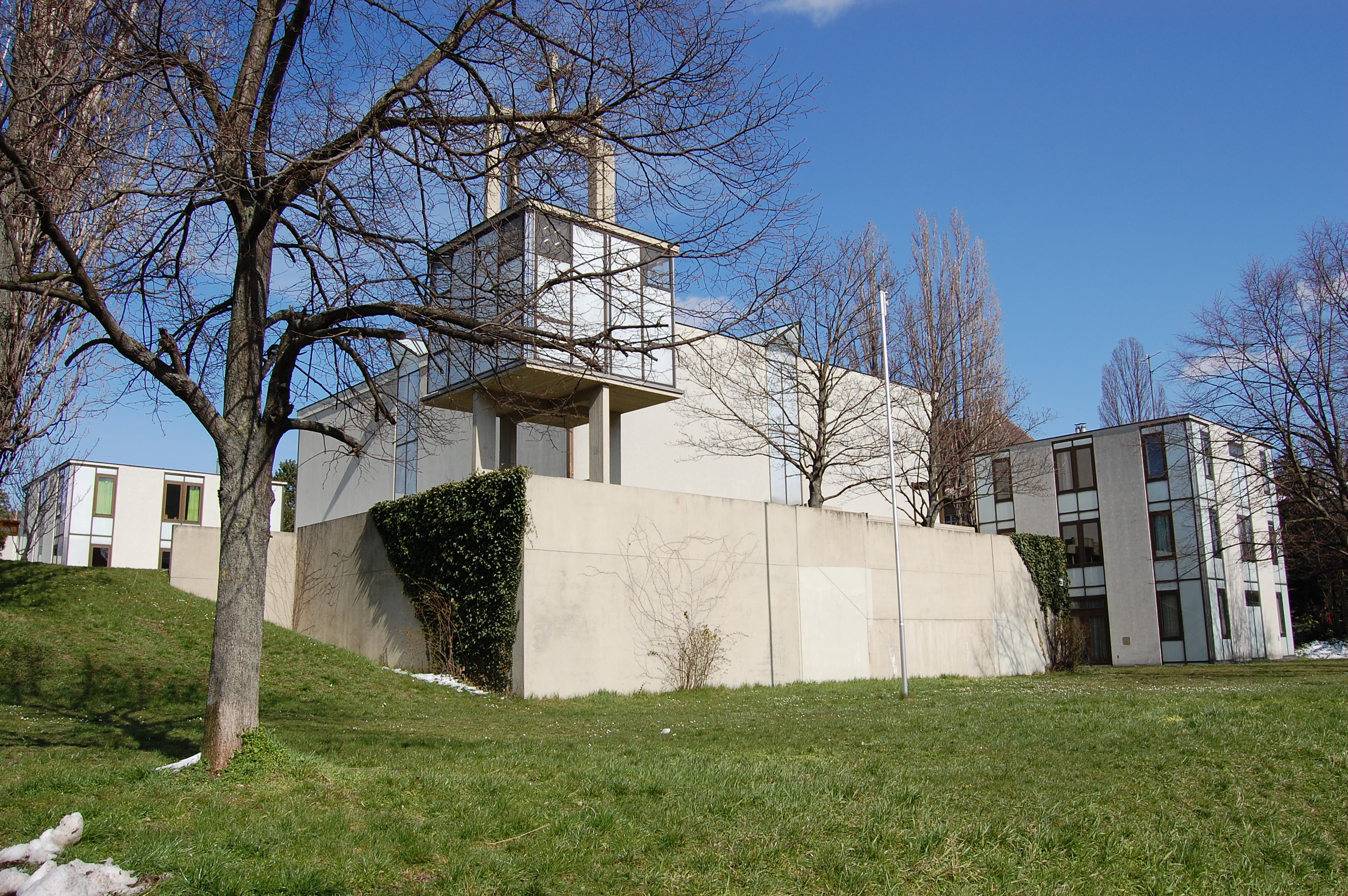
Templom Oberbaumgartenban
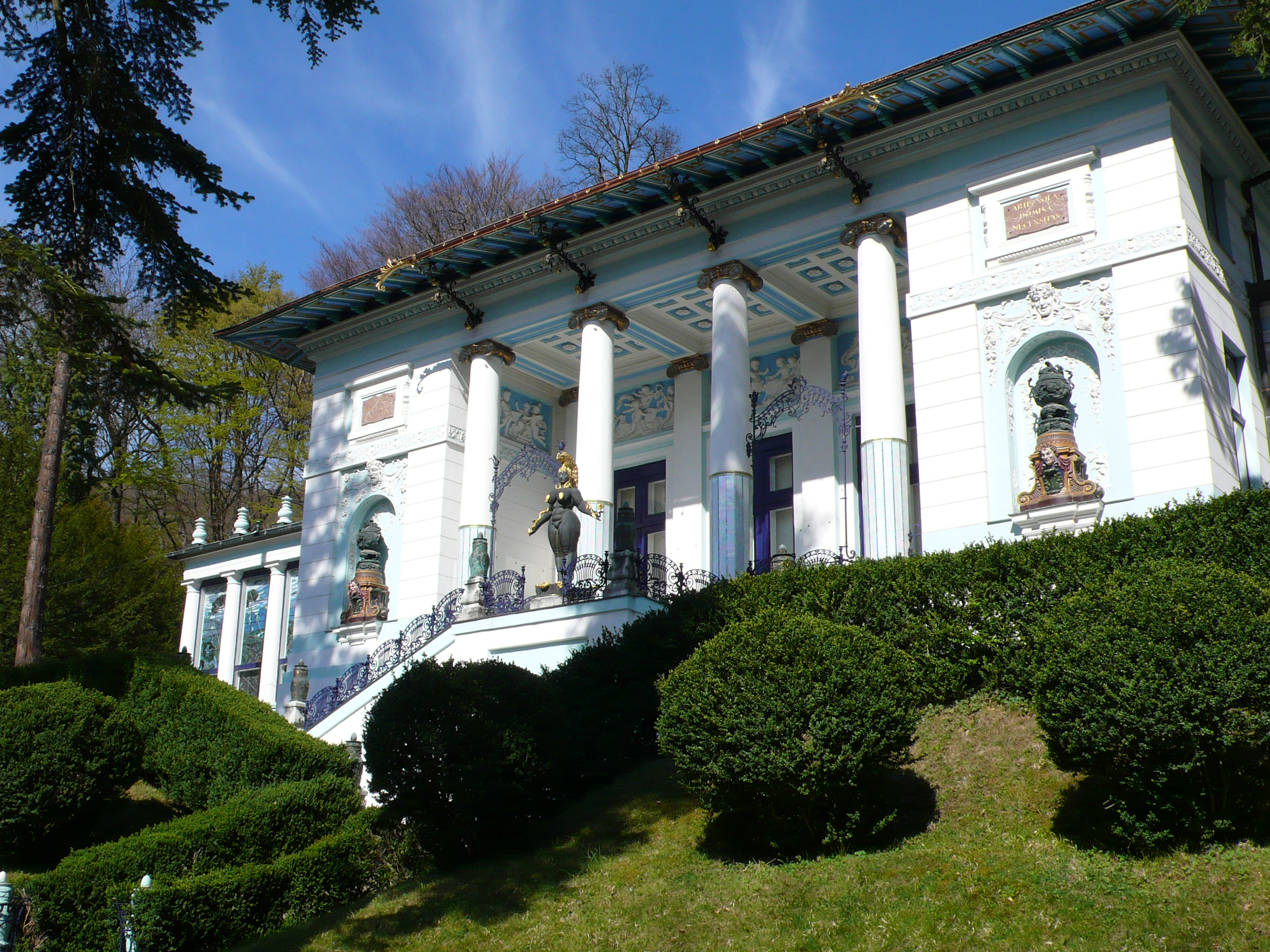
Villa Wagner I
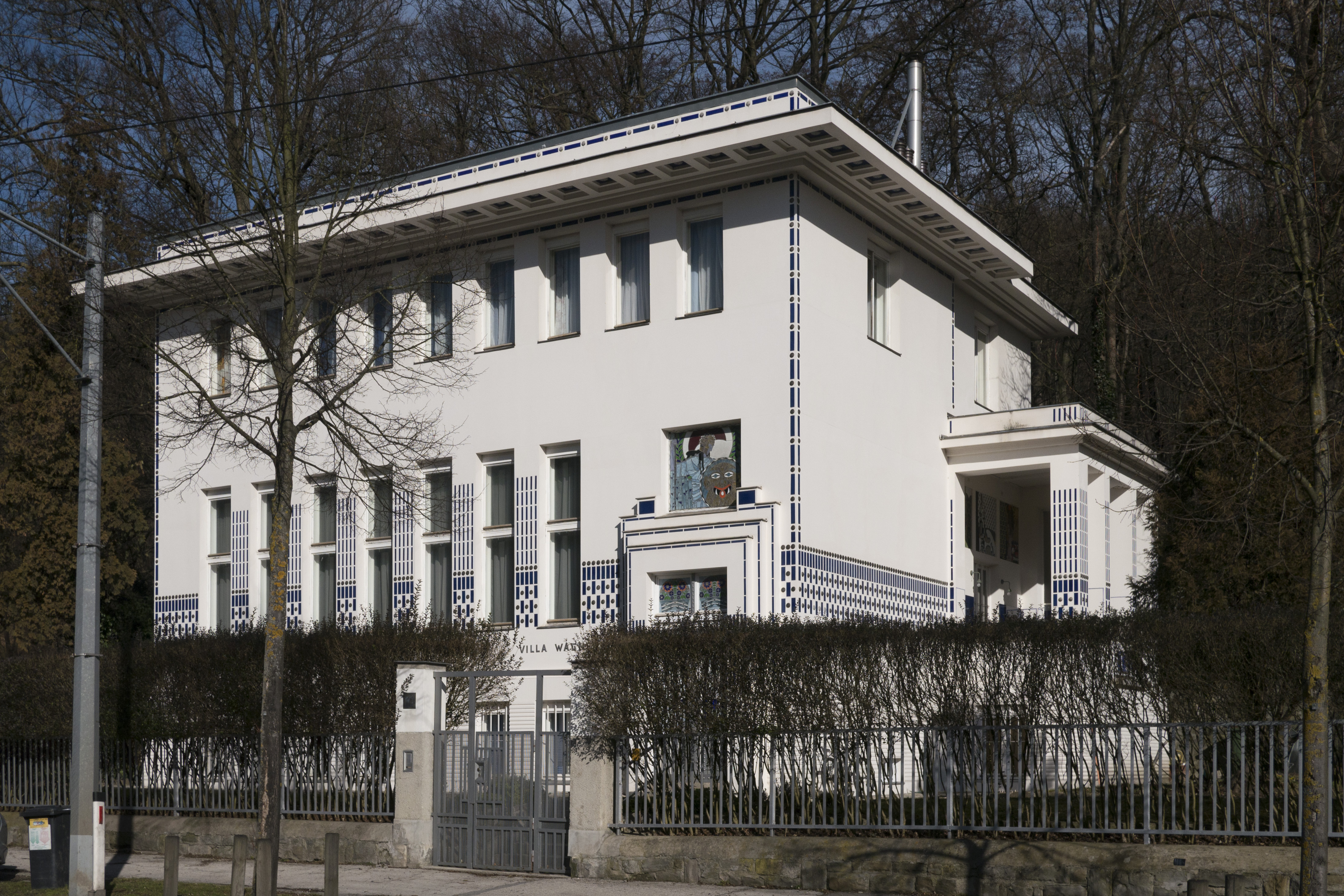
Villa Wagner II
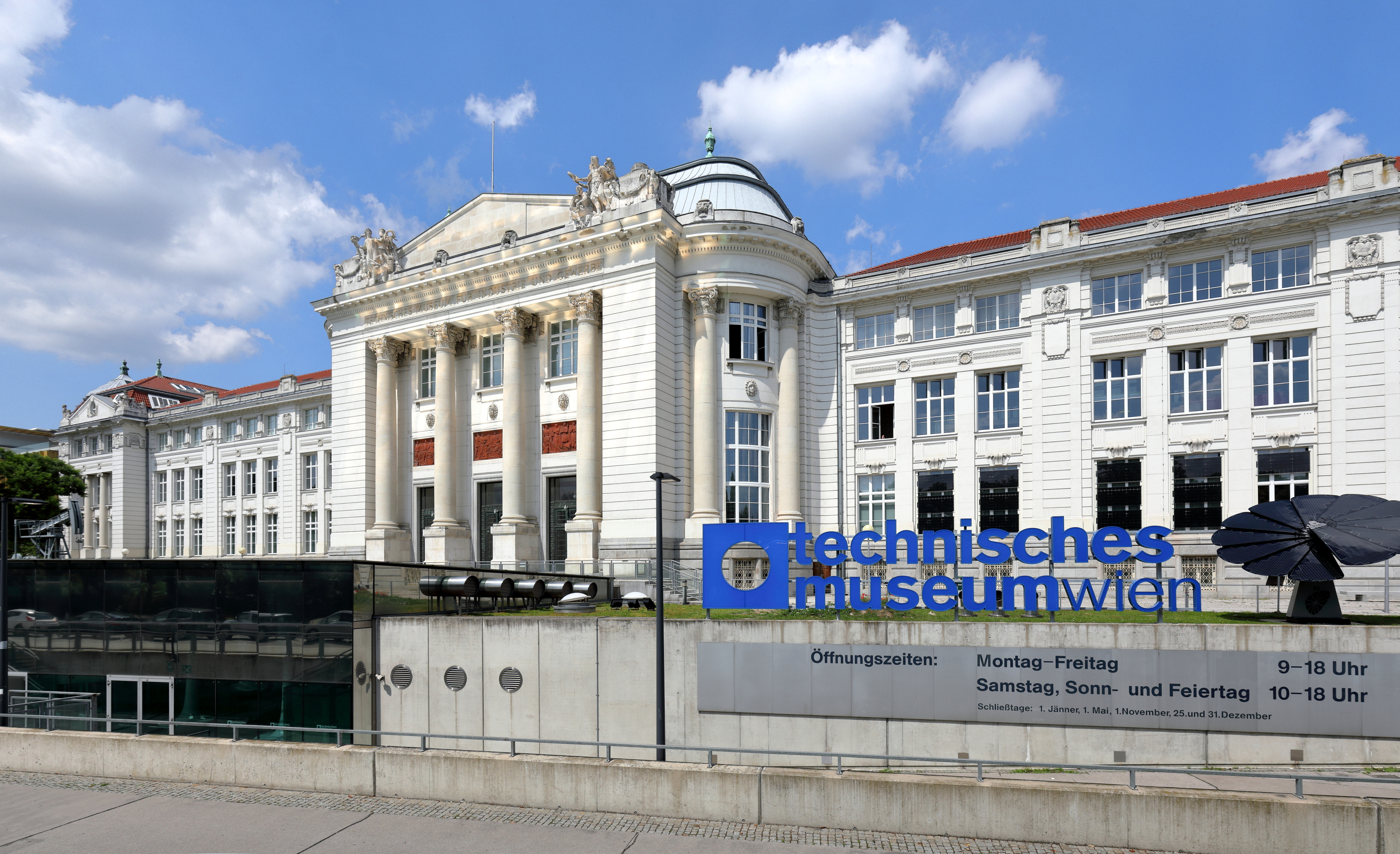
Műszaki Múzeum
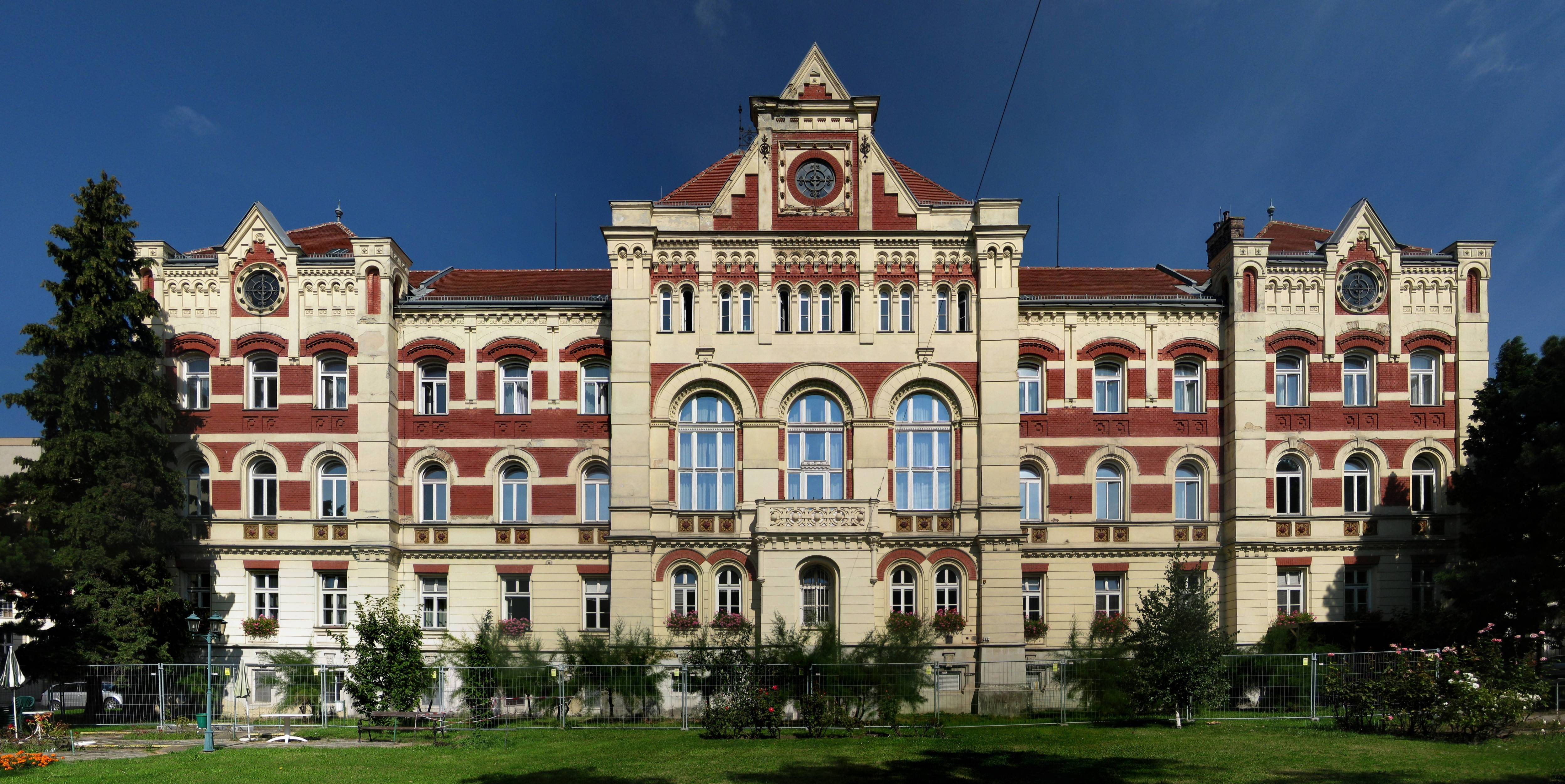
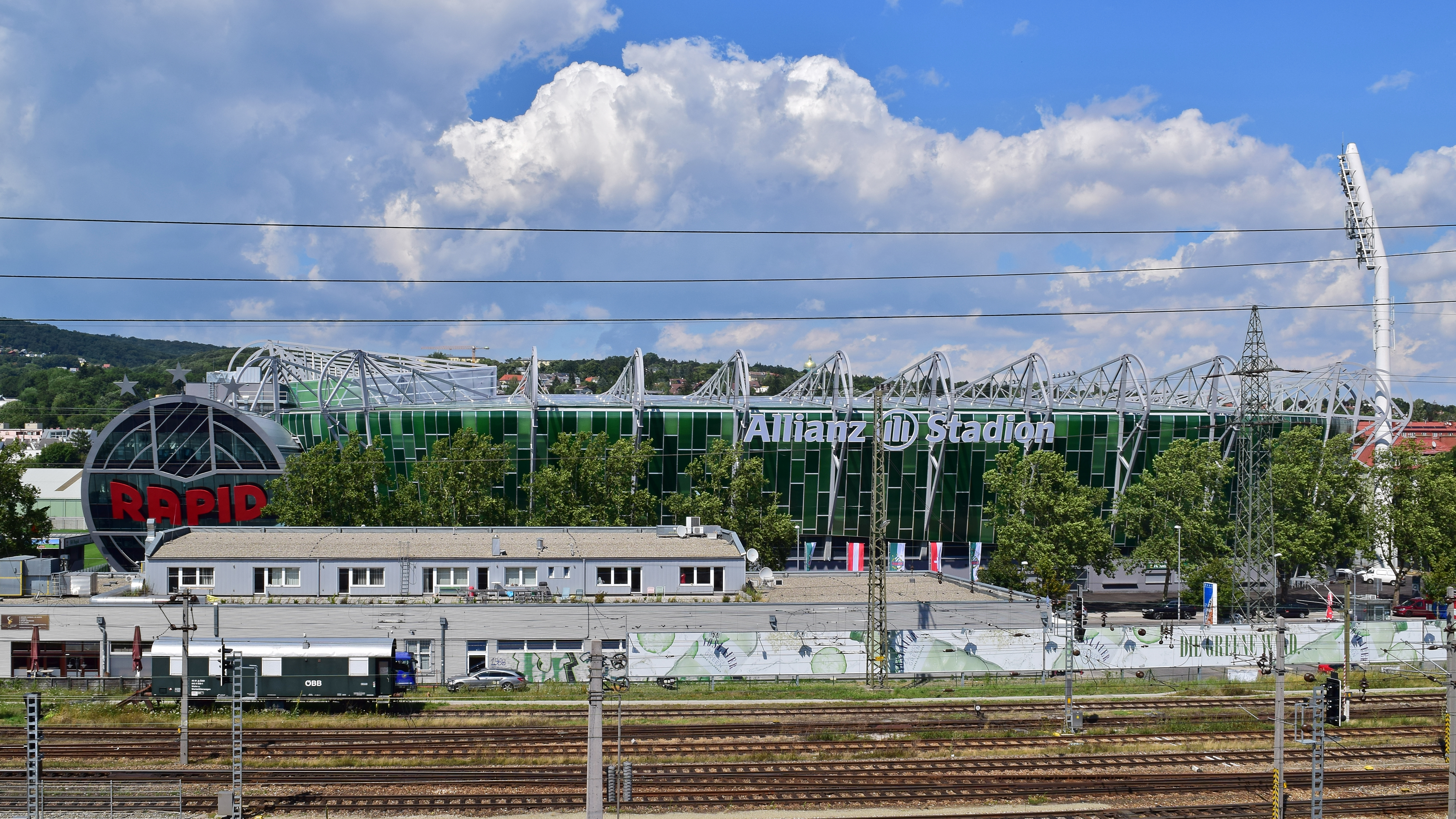
Allianz-Stadion

## Népesség
Népességnövekedés
forrás: Statistik.at

## Sport
SK Rapid Wien székhelye Hütteldorfban található.

## Fordítás
- Ez a szócikk részben vagy egészben  a   Penzing (Wenen) című holland Wikipédia-szócikk fordításán alapul.  Az eredeti cikk szerkesztőit annak laptörténete sorolja fel. Ez a jelzés csupán a megfogalmazás eredetét és a szerzői jogokat jelzi, nem szolgál a cikkben szereplő információk forrásmegjelöléseként.
- Ez a szócikk részben vagy egészben  a   Penzing (Wien) című német Wikipédia-szócikk fordításán alapul.  Az eredeti cikk szerkesztőit annak laptörténete sorolja fel. Ez a jelzés csupán a megfogalmazás eredetét és a szerzői jogokat jelzi, nem szolgál a cikkben szereplő információk forrásmegjelöléseként.